# クアレーニャ
クアレーニャ（伊: Quaregna）は、イタリア共和国ピエモンテ州ビエッラ県に存在した、人口約1,400人の基礎自治体（コムーネ）。
2019年1月1日にチェッレート・カステッロと合併し、クアレーニャ・チェッレートの一部となった。

## 地理

### 位置・広がり
| コムーネとしてのクアレーニャに隣接していたコムーネは以下の通り。 - チェッレート・カステッロ - コッサート - ピアット - ヴァルデンゴ - ヴァッランツェンゴ - ヴァッレ・サン・ニコラーオ |